# Anastase de Constantinople
Anastase est patriarche de Constantinople du 22 janvier 730 à sa mort en janvier 754. 

## Carrière
Avant d'accéder au patriarcat, il est « syncelle », c'est-à-dire adjoint, de son prédécesseur Germain Ier. Le 7 janvier 730, l'empereur Léon III l'Isaurien réunit un silention (assemblée des dignitaires de la cour) pour adopter un édit faisant de l'iconoclasme la doctrine officielle. Germain Ier, opposé à cette doctrine, et considérant de plus que le sujet relève uniquement d'un concile œcuménique, refuse de s'y rendre, comme il refuse ensuite de contresigner l'édit. Il est déposé le 17 janvier et exilé de Constantinople, mais son « syncelle » Anastase l'a trahi et obtient ainsi de lui succéder. Son investiture a lieu le 22 janvier. La papauté refuse de reconnaître la déposition de Germain Ier et l'avènement d'Anastase. Le pape Grégoire III, élevé au pontificat en mars 731, réunit un concile de 193 évêques italiens (y compris les archevêques de Ravenne et de Grado, cités byzantines) qui condamne aussi l'édit iconoclaste.
L'empereur Léon III meurt le 18 juin 741 ; aussitôt Anastase couronne son fils sous le nom de Constantin V. Une semaine après, le nouvel empereur part pour l'Asie Mineure mener campagne contre les Arabes. Il se méfie de l'ambition de son beau-frère Artavasde, stratège de l'Opsikion et des Arméniaques, époux de sa sœur aînée Anne. Les deux hommes doivent se rencontrer en Bithynie, mais leurs armées s'affrontent immédiatement. Constantin est battu et s'enfuit. Artavasde se rend à Constantinople où il annonce la mort de son beau-frère et convainc le magistros Théophane Monôtès, à qui Constantin a confié la capitale, de le laisser entrer. Ceux qui refusent de se rallier à Artavasde sont arrêtés. Le patriarche Anastase se soumet et couronne Artavasde empereur. Celui-ci, sans probablement condamner explicitement l'iconoclasme, permet le rétablissement du culte des images, ce qu'Anastase accepte également.
Mais pendant ce temps Constantin a gagné Amorium et a obtenu le ralliement à sa cause des thèmes des Anatoliques et des Thracésiens. Après une guerre en Asie Mineure, dont il sort victorieux, il traverse le Bosphore en septembre 742 et commence un siège de la capitale qui dure plus d'un an (septembre 742-2 novembre 743) ; il s'en empare finalement par usure et par une attaque surprise. Il fait preuve de mansuétude vis-à-vis des vaincus : Artavasde et ses deux fils sont aveuglés et enfermés dans le monastère Saint-Sauveur-in-Chora, certains de leurs partisans voient seulement leurs biens confisqués. Quant au patriarche Anastase, il est publiquement humilié (fouetté et promené sur un âne dans l'Hippodrome), mais maintenu à son poste. Il doit donc présider cette fois au rétablissement de l'iconoclasme.
Anastase meurt en janvier 754, juste avant l'ouverture du concile de Hiéreia (10 février). Son successeur Constantin II, choisi par l'empereur, n'est proclamé qu'à la fin du concile, le 8 août.